# Nersingen
Nersingen este o comună din landul Bavaria, Germania.